# Freek van de Graaff
Frederik Robbert "Freek" van de Graaff (ur. 20 lutego 1944 w Oegstgeest, zm. 24 czerwca 2009 w Hadze) – holenderski wioślarz, brązowy medalista olimpijski.

## Kariera
Wystąpił na igrzyskach olimpijskich w Tokio w 1964, gdzie Holendrzy w składzie: Lex Mullink, Jan van de Graaff, Freek van de Graaff, Marius Klumperbeek i Bobbie van de Graaf (sternik) zajęli trzecie miejsce w czwórkach ze sternikiem. Uplasowali się o 6,02 sekundy za Wspólną Reprezentacją Niemiec i 3,62 sekundy za Włochami. Był to jego jedyny start olimpijski.